# Eddie Gladden

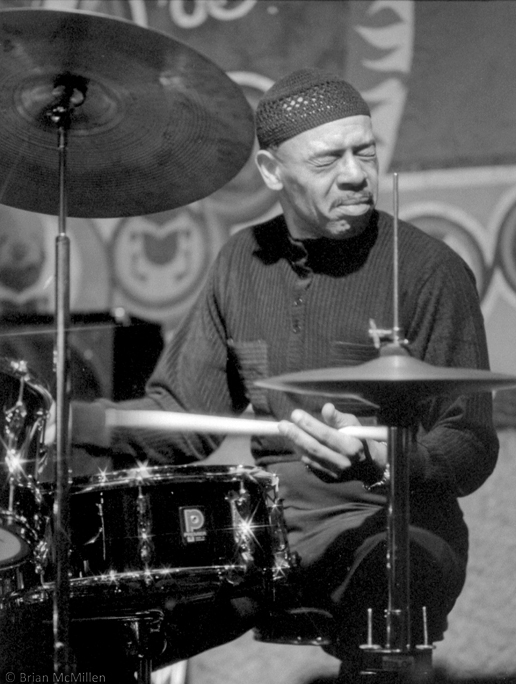
Eddie Gladden

Eddie Gladden (* 6. Dezember 1937 in Newark (New Jersey); † 30. September 2003 ebenda) war ein US-amerikanischer Jazz-Schlagzeuger.
Gladden begann seine professionelle Karriere in der Newarker Musikszene; bekannt wurde er dann durch seine Zusammenarbeit mit dem Organisten Larry Young, an dessen Alben Heaven on Earth (1968) und Mother Ship (1969) er mitwirkte. Ferner spielte er mit Freddie Roach, Woody Shaw und Johnny Coles. 1972 ging er mit dem ebenfalls aus Newark stammenden James Moody auf Tournee; später arbeitete er u. a. mit Kenny Dorham, Jimmy McGriff, Shirley Scott, Richie Cole, „Big“ John Patton und Horace Silver. 1978 trat er im Dexter Gordon/Johnny-Griffin-Quintett in der New Yorker Carnegie Hall auf. In den 1980er Jahren wirkte er unter anderem bei Produktionen von Clifford Jordan, Kirk Lightsey, Jimmy Raney (The Master, 1983), Rufus Reid und zuletzt bei John Stubblefield (Confessin’, 1984), im Chet Baker/Warne-Marsh-Quintett (1984) und bei David „Fathead“ Newman (Heads Up!, 1986) mit. 1988 erlitt Gladden einen Schlaganfall, der seine Karriere für mehrere Jahre unterbrach, bis eine Diabetes-Erkrankung sie endgültig beendete. Er starb 2003 an einem Herzinfarkt.